# (2696) Magion
(2696) Magion es un asteroide perteneciente al cinturón de asteroides, descubierto el 16 de abril de 1980 por Ladislav Brožek desde el Observatorio Kleť, České Budějovice, República Checa.

## Designación y nombre
Designado provisionalmente como 1980 HB. Fue nombrado Magion en homenaje a la serie de satélites de fabricación checa Magion.